# Anzoátegui
Anzoátegui ist einer der 23 Bundesstaaten Venezuelas. Er liegt im Nordosten des Landes.
Die Hauptstadt ist Barcelona. Bekannt ist dieser Bundesstaat für seine Strände, welche viele Besucher anziehen. Die Küste wirkt wie ein einzelner Strand von 100 km Länge.
Die Hymne von Anzoátegui ist die Nationalhymne des Staates Anzoátegui.

## Geschichte
Benannt nach dem großen Helden des Venezolanischen Unabhängigkeitskrieges, José Antonio Anzoátegui, hat dieser Staat seine eigene Geschichte.
Die Hauptstadt Anzoáteguis wurde 1677 gegründet. Der Staat war damals Teil der Provinz von Cumaná. 1810 trennte sich Anzoátegui von dieser Provinz, aber erst 1909 kam es zur jetzigen politischen Aufteilung.

## Geografie
Anzoátegui liegt im Nordosten an der Küste Venezuelas direkt an der Karibik. Die Nachbarstaaten sind Monagas und Sucre im Osten, Bolívar im Süden und Guárico und Miranda im Westen.

## Wirtschaft
Die Wirtschaft Anzoáteguis wird durch Venezuelas Hauptressource geprägt: Erdöl. Einer der größten Erdölverarbeitungskomplexe Lateinamerikas, der Complejo Petroquímico General de División José Antonio Anzoátegui, hat seinen Sitz in diesem Bundesstaat. Weitere große Wirtschaftszweige sind die Fischerei und der Tourismus.

## Verwaltungsgliederung
Der Staat setzt sich aus 21 Bezirken (Municipios) zusammen:
- Anaco (Anaco)
- Aragua (Aragua de Barcelona)
- Diego Bautista Urbaneja (Lechería)
- Fernando de Peñalver (Puerto Píritu)
- Francisco de Carmen Carvajal (Valle de Guanape)
- Francisco de Miranda (Pariaguán)
- Guanipa (San José de Guanipa / El Tigrito)
- Guanta (Guanta)
- Independencia (Soledad)
- José Gregorio Monagas (Mapire)
- Juan Antonio Sotillo (Puerto La Cruz)
- Juan Manuel Cajigal (Onoto)
- Libertad (San Mateo)
- Manuel Ezequiel Bruzual (Clarines)
- Pedro María Freites (Cantaura)
- Píritu (Píritu)
- San Juan de Capistrano (Boca de Uchire)
- Santa Ana (Santa Ana)
- Simón Bolívar (Barcelona)
- Simón Rodríguez (El Tigre)
- Sir Artur McGregor (El Chaparro)

Bundesstaaten:

Amazonas |
Anzoátegui |
Apure |
Aragua |
Barinas |
Bolívar |
Carabobo |
Cojedes |
Delta Amacuro |
Falcón |
Guárico |
Vargas (La Guaira) |
Lara |
Mérida |
Miranda |
Monagas |
Nueva Esparta |
Portuguesa |
Sucre |
Táchira |
Trujillo |
Yaracuy |
Zulia
Hauptstadtdistrikt:

Distrito Capital
Bundesunmittelbares Gebiet:

Dependencias Federales